# هیکوری ریج (ویرجینیا)
هیکوری ریج (به انگلیسی: Hickory Ridge) یک منطقهٔ مسکونی در ایالات متحده آمریکا است که در شهرستان پرنس ویلیام، ویرجینیا واقع شده‌است.